# 니콜라 장송

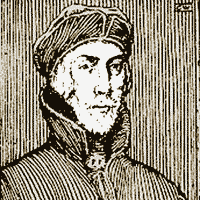
니콜라 장송

니콜라 장송(프랑스어: Nicolas Jenson, 1420년~1480년)은 프랑스의 판화가, 출판업자, 활자 디자이너이다. 로만체, 그리스식, 고딕체 활자체를 고안하였고, 주로 이탈리아의 베네치아에서 활동하였다.

## 같이 보기
- 글꼴
- 어도비 젠슨
- 윌리엄 모리스